# Зана Нимани
Зана Нимани (алб. Zana Nimani; Београд, 8. септембар 1961) некадашња је српска поп-рок певачица.

## Биогафија
Братаница је друштвено-политичког радника СФР Југославије Џавида Ниманија. Била је прва и најпопуларнија певачица групе Зана, која је по њој и добила име.
Групу Зана су у Београду 1980. основали клавијатуриста Зоран Живановић и гитариста Радован Јовићевић. Група Зана, а посебно Зана Нимани су постигли популарност широм бивше Југославије са другим албумом „Додирни ми колена“ који су издали за Југотон. 1982. Са овим албумом група се пребацила на више поп звук. Међутим, извесни трагови њихове претходне фазе су били очигледни и на овој плочи.
Зана Нимани је 1985. напустила групу и започела успешну соло каријеру. Године 1986. је објавила соло албум „Ноћас певам само теби“. Након тога, Зана Нимани се сели у Канаду, где и данас живи. Супруг Ђорђе ради на железници, имају кћерку Теу.

## Фестивали
- 1981. Београдско пролеће - Лето (као вокал групе Зана, вече поп - пок музике)
- 1985. МЕСАМ - Што не знам где си сад
- 1986. МЕСАМ - Ружа на длану